# Gringo (Rapper)
Gringo, auch Gringo44 (bürgerlich Ilfan Kalender), ist ein deutscher Rapper aus Berlin-Neukölln.

## Leben und Karriere
Gringos Familie stammt aus der türkischen Provinz Şanlıurfa.
2008 hatte Gringo einen Gastauftritt auf dem Album Hasan.K des gleichnamigen Rappers. Zu der Zeit trat er mit dem Künstlernamen Ilfan K. auf.
Zusammen mit Hasan.K brachte Gringo am 16. September 2016 sein Album Gringo City heraus, anschließend waren er und Hasan.K auf dem Song Komm in meine Hood rein auf Eko Freshs zehntem Studioalbum König von Deutschland vertreten.
Zu größerer Bekanntheit kam Gringo durch den Titelsong Nb4 der Serie 4 Blocks, den er mit Hasan.K zusammen aufnahm. Er tritt in dieser Serie auch als Schauspieler mit der Rolle des Gangsters Samir auf.
Mitte 2017 erschien das zweite Kollaboalbum mit Hasan.K mit dem Titel Juggernaut. Anfang August 2018 brachte Gringo gemeinsam mit dem US-amerikanischen Rapper 6ix9ine die Single Gigi (Zkittlez) auf den Markt. Sie brachte ihm seine erste Top-10-Platzierung in den deutschen Charts und war erstmals auch in Österreich und der Schweiz erfolgreich.
Im Oktober 2018 erschien der von KitschKrieg veröffentlichte Song Standard, an dem auch Trettmann, Ufo361 und Gzuz beteiligt waren. Er erreichte Platz eins in Deutschland und Platinstatus. 2018 hatte er mit Dschinni und Khabib zwei weitere internationale Erfolge. Am 30. Dezember 2018 erschien Gringos Debüt-Soloalbum Alle Freunde fett, das sich jedoch trotz kommerziell erfolgreicher Singleauskopplungen nicht in den Charts platzieren konnte.

## Diskografie

### Studioalben
- 2018: Alle Freunde fett
- 2020: Gringoland
- 2021: Gringo City 2
- 2021: Gringoworld

### Kollaboalben
- 2017: Gringo City (mit Hasan.K)
- 2017: Juggernaut (mit Hasan.K)

### Singles
| Jahr | Titel Album                       | Höchstplatzierung, Gesamtwochen, AuszeichnungChartplatzierungen (Jahr, Titel, Album, Platzierungen, Wochen, Auszeichnungen, Anmerkungen) | Höchstplatzierung, Gesamtwochen, AuszeichnungChartplatzierungen (Jahr, Titel, Album, Platzierungen, Wochen, Auszeichnungen, Anmerkungen) | Höchstplatzierung, Gesamtwochen, AuszeichnungChartplatzierungen (Jahr, Titel, Album, Platzierungen, Wochen, Auszeichnungen, Anmerkungen) | Anmerkungen                                                                                                   |
| Jahr | Titel Album                       | DE | AT | CH | Anmerkungen                                                                                                   |
| --- | --------------------------------- | --- | --- | --- | --- |
| 2017 | Kuku SLS Blyat                    | DE74 (3 Wo.)DE | — | — | Erstveröffentlichung: 8. September 2017 Capital Bra feat. Gringo                                              |
| 2018 | Guzman Alle Freunde fett          | DE59 (1 Wo.)DE | — | — | Erstveröffentlichung: 11. Mai 2018 feat. AK Ausserkontrolle                                                   |
| 2018 | Pussy Kush Alle Freunde fett      | DE99 (1 Wo.)DE | — | — | Erstveröffentlichung: 15. Juni 2018 feat. Bausa                                                               |
| 2018 | Wake up Alle Freunde fett         | DE48 (3 Wo.)DE | — | — | Erstveröffentlichung: 13. Juli 2018 feat. Maxwell, Moe Phoenix & Laruzo                                       |
| 2018 | Gigi (Zkittlez) Alle Freunde fett | DE6 (8 Wo.)DE | AT18 (5 Wo.)AT | CH29 (5 Wo.)CH | Erstveröffentlichung: 3. August 2018 feat. 6ix9ine                                                            |
| 2018 | 44 Blocks Alle Freunde fett       | DE72 (1 Wo.)DE | — | — | Erstveröffentlichung: 12. Oktober 2018 feat. Sa4 & Brudi030                                                   |
| 2018 | Standard KitschKrieg              | DE1 Platin · (29 Wo.)DE | AT2 Gold · (23 Wo.)AT | CH18 (11 Wo.)CH | Erstveröffentlichung: 19. Oktober 2018 Verkäufe: + 415.000 KitschKrieg feat. Trettmann, Gringo, Ufo361 & Gzuz |
| 2018 | Hello Dolly Alle Freunde fett     | DE88 (1 Wo.)DE | — | — | Erstveröffentlichung: 14. Dezember 2018 feat. Veysel                                                          |
| 2019 | Dschinni Gringoland               | DE16 (2 Wo.)DE | AT22 (2 Wo.)AT | CH48 (1 Wo.)CH | Erstveröffentlichung: 25. Januar 2019 feat. Bonez MC                                                          |
| 2019 | Khabib Gringo City 2              | DE36 (2 Wo.)DE | AT64 (1 Wo.)AT | CH95 (1 Wo.)CH | Erstveröffentlichung: 15. Februar 2019 feat. Capital Bra, Kalazh44 & HK                                       |
| 2019 | Aua, Oh Oh, Gringo ist sauer –    | DE64 (1 Wo.)DE | — | — | Erstveröffentlichung: 12. April 2019 KitschKrieg feat. Gringo                                                 |
| 2019 | Blue Lagoon Gringoland            | DE42 (2 Wo.)DE | — | — | Erstveröffentlichung: 3. Mai 2019 mit Nimo                                                                    |
| 2019 | Badewanne Hasso                   | DE15 (5 Wo.)DE | AT17 (3 Wo.)AT | CH37 (2 Wo.)CH | Erstveröffentlichung: 7. Juni 2019 KC Rebell feat. Gringo                                                     |
| 2019 | Yallah Goodbye Nur noch nice      | DE5 Gold · (10 Wo.)DE | AT10 (7 Wo.)AT | CH20 (3 Wo.)CH | Erstveröffentlichung: 5. Juli 2019 Verkäufe: + 200.000; Summer Cem feat. Gringo                               |
| 2019 | Champions Gringoland              | DE46 (1 Wo.)DE | — | — | Erstveröffentlichung: 16. August 2019 feat. Puls & Kontra K                                                   |
| 2019 | Barcelona Gringoland              | DE21 (3 Wo.)DE | AT11 (3 Wo.)AT | CH35 (2 Wo.)CH | Erstveröffentlichung: 13. September 2019 feat. RAF Camora                                                     |
| 2019 | Pink Panther Gringoland           | DE69 (2 Wo.)DE | — | CH100 (1 Wo.)CH | Erstveröffentlichung: 11. Oktober 2019                                                                        |
| 2020 | Bam Bam Gringoworld               | DE26 (2 Wo.)DE | AT31 (1 Wo.)AT | — | Erstveröffentlichung: 29. Mai 2020 feat. Capital Bra                                                          |
| 2020 | Vier Vier 2 –                     | DE— aDE | — | — | Erstveröffentlichung: 19. Juni 2020 mit Brudi030, HK, Kalazh44, NA! und YA                                    |
| 2020 | Pablo & Sosa Gringoland           | DE38 (1 Wo.)DE | AT48 (1 Wo.)AT | CH91 (1 Wo.)CH | Erstveröffentlichung: 31. Juli 2020 feat. Summer Cem & Julian Marley                                          |
| 2020 | Happy Birthday Gringoland         | DE77 (1 Wo.)DE | — | — | Erstveröffentlichung: 25. September 2020 feat. KC Rebell                                                      |
| 2020 | Di Di Mietwagentape 2             | DE— bDE | — | — | Erstveröffentlichung: 1. Oktober 2020 Celo & Abdi feat. Gringo                                                |
| 2021 | Pink Panther 2 Gringoworld        | DE36 (1 Wo.)DE | AT63 (1 Wo.)AT | CH57 (1 Wo.)CH | Erstveröffentlichung: 6. August 2021 feat. Sido & DJ Desue                                                    |
| 2021 | iiiiiii Gringoworld               | DE69 (1 Wo.)DE | — | — | Erstveröffentlichung: 8. Oktober 2021 feat. Summer Cem & OMG                                                  |
| 2022 | Check –                           | DE49 (1 Wo.)DE | — | CH99 (1 Wo.)CH | Erstveröffentlichung: 2. September 2022 Kool Savas & Takt32 feat. Gringo & Samra                              |
| 2023 | Rolling Stone –                   | — | — | — | Erstveröffentlichung: 8. September 2023 mit Samy Deluxe                                                       |
| 2024 | Testo Testo EP                    | DE— cDE | — | — | Erstveröffentlichung: 31. Januar 2024 Veysel feat. Gringo                                                     |
| 2024 | Regen auf der Fahrbahn –          | DE61 (1 Wo.)DE | — | CH52 (1 Wo.)CH | Erstveröffentlichung: 14. März 2024 Capital Bra feat. Sido & Gringo                                           |
| Folgende Lieder erschienen nicht als Single, wurden aber durch das Album zum Download und Streaming bereitgestellt und konnten somit eine Platzierung erlangen: |                                   | | | | |
| |                                   | | | | |
| 2021 | NB5 Gringo City 2                 | DE— dDE | — | — | Charteinstieg: 16. April 2021 feat. HK                                                                        |

## Auszeichnungen
Hiphop.de Awards
- 2018: „Bester Song National“ für Standard (KitschKrieg feat. Trettmann, Gringo, Ufo361 & Gzuz)[10]